# Caucete
Caucete é uma cidade da Argentina, localizada na província de San Juan.